# Паратуберкулёз
Паратуберкулёз (паратуберкулёзный энтерит, болезнь Ионе) — хроническая инфекция, поражающая жвачных и некоторых нежвачных животных. Возбудителем заболевания является Mycobacterium avium subsp. paratuberculosis; болезнь протекает преимущественно без выраженных клинических проявлений. В случае возникновения клиники наблюдаются отёки в подчелюстном пространстве и в области подгрудка, прогрессирующее истощение, периодическая диарея; без лечения, как правило, через 2—4 месяца животное погибает. Основной источник заболевания — инфицированные животные, выделяющие возбудитель во внешнюю среду с калом. Заражение происходит алиментарным путём. Диагноз устанавливается на основании эпизоотологических и клинических данных, аллергической пробы, результатов лабораторных исследований (бактериологических и РСК). Животных с симптомами болезни и положительными показаниями РСК и аллергической пробы забивают. При патологических изменениях (отёках) в кишечнике, гортани и др. голову, изменённые органы и кишечник направляют на техническую утилизацию, тушу и другие продукты допускается использовать без ограничений. При истощении и наличии указанных поражений тушу и внутренние органы направляют на техническую утилизацию.

## Паратуберкулёз у животных
Это хроническая инфекционная болезнь крупного рогатого скота, овец, коз, верблюдов, северных оленей и других жвачных животных. Протекает в основном латентно и характеризуется клинически прогрессирующим исхуданием, периодической диареей и летальным исходом. Лошади и свиньи не болеют, но могут быть бактерионосителями. Заражение происходит с кормом через пищеварительный тракт, источником болезни считают выделения и особенно фекальные массы больных животных.
При постановке диагноза учитывают эпизоотологические данные, клинические признаки болезни и результаты бактериоскопического исследования. Бактериоскопически исследуют слизистые комочки в фекалиях животных или соскобы со слизистой оболочки прямой кишки. В качестве дополнительного метода для выявления больных животных используется РСК. Нужно уметь отличать от паратуберкулёза неинфекционные колиты, вызванные неправильным кормлением или голоданием, стронгилоидоз, кокцидиоз и туберкулёз.